# Свиня (фільм, 2021)
«Свиня» (англ. Pig) — американський драматичний фільм 2021 року, написаний і знятий Майклом Сарноскі у його режисерському дебюті. У фільмі Ніколас Кейдж виконує роль мисливця за трюфелями, який живе на самоті в дикій природі Орегону і змушений повернутися у своє минуле в Портленді на пошуки свині після її викрадення.

## Сюжет
Робін «Роб» Фелд — відлюдний мисливець за трюфелями, який колись був відомим шеф-кухарем у Портленді. Живучи в хатині глибоко в лісах Орегону, він полює на трюфелі за допомогою своєї цінної свині. Роб продає трюфелі виключно Аміру, молодому і недосвідченому постачальнику розкішних інгредієнтів для елітних ресторанів.
Одного разу вночі на Роба нападають невідомі, щоб вкрасти його свиню. Він зв'язується з Аміром, який допомагає йому знайти пару обшарпаних наркоманів, яких підозрює інший місцевий мисливець за трюфелями. Вони стверджують, що свиню забрали до Портленда.
Після того як його давній друг Едгар відмовляється допомогти, Роб приводить Аміра на підпільний бійцівський ринг для ресторанного люду, розташований під покинутим готелем «Портленд», сказавши, що деякі імена особливо популярні. Роб представився натовпу, а потім дозволив офіціантові побити себе до півсмерті в обмін на інформацію Едгара.
Наступного ранку Амір розповідає, що у його батьків був такий нещасливий шлюб, що єдиний щасливий час, який він пам'ятає, — це вечір, коли вони вечеряли в ресторані Роба, перед тим як його мати померла внаслідок самогубства. Роб просить Аміра замовити столик в «Еврідіці», модному ресторані високої кухні, з яким співпрацює батько Аміра. Роб відвідує будинок, у якому він жив раніше зі своєю дружиною Лорі, смерть якої змусила Роба піти в ліс.
У ресторані «Еврідіка» Роб просить про зустріч з шеф-кухарем Дереком, колишнім кухарем у ресторані Роба. Роб гостро, але співчутливо критикує Дерека за те, що той відкрив сучасний ресторан, а не паб, яким він завжди хотів керувати. Приголомшений спогадами про свою мрію і реальністю нинішніх обставин, Дерек зізнається, що за крадіжкою свині Роба стоїть багатий батько Аміра, Даріус, який дізнався про її існування від Аміра. Роб в гніві розриває партнерство з Аміром і вирушає до Даріуса додому, щоб зустрітися з ним наодинці. Даріус пропонує Робу $25 000 в обмін на свиню і погрожує вбити її, якщо Роб продовжить переслідування.
Роб застає Аміра на вулиці, який щойно залишив свою коматозну матір у лікувальному закладі, дізнавшись, що вона ще жива. Роб зізнається, що йому не потрібна свиня для полювання на трюфелі, тому що дерева підказують йому, де вони знаходяться; він хоче знайти її просто тому, що любить її. Він дає Аміру список предметів і просить його використовувати ім'я Роба, щоб отримати їх.
Роб заходить до свого колишнього пекаря за солоним багетом і кількома тістечками, якими він ділиться з Аміром перед тим, як вони повертаються до будинку Даріуса. Роб допомагає Аміру готувати для Даріуса ту саму страву, яку подавав йому та його дружині, включно з рідкісним вином з особистої колекції Роба, яке Амір придбав у жінки, що доглядає за мавзолеєм, де покоїться прах Лорі.
Троє чоловіків сідають їсти разом. Емоційний Даріус залишає іде з-за столу. Коли Роб йде за ним, Даріус запитує, чому він це робить, і Роб каже, що пам'ятає кожну страву, яку він коли-небудь готував, і кожну людину, яку він коли-небудь обслуговував. Даріус зі сльозами на очах зізнається, що наркомани, яких він найняв для крадіжки, погано поводилися зі свинею, що призвело до її смерті. Роб падає в сльозах, і розкаяний Амір відвозить його назад до закусочної в лісі біля будинку Роба.
Повернувшись до лісу, Роб вмиває закривавлене обличчя в озері, а потім повертається до своєї хатини, щоб увімкнути касету, записану Лорі, де вона співає пісню Брюса Спрінгстіна «I'm on Fire» на його день народження.

## Акторський склад
| Актор           | Роль             |
| --------------- | ---------------- |
| Ніколас Кейдж   | Робін «Роб» Фелд |
| Алекс Вольфф    | Амір             |
| Адам Аркін      | Даріус           |
| Гретхен Корбетт | Мак              |

## Виробництво
У вересні 2019 року було оголошено, що Ніколас Кейдж та Алекс Вольфф приєдналися до акторського складу фільму, а Майкл Сарноскі зніматиме стрічку за власним сценарієм.
Основні зйомки розпочалася 23 вересня 2019 року у Портленді, і тривали 20 днів.

## Випуск
У березні 2020 року компанія Neon придбала права на дистрибуцію фільму в США. Фільм «Свиня» вийшов в обмежений кінотеатральний прокат у США 16 липня 2021 року, а 20 серпня 2021 року — у Великій Британії та Ірландії.

## Нагороди і номінації
| Нагорода                                            | Дата церемонії     | Категорія                       | Реципієнт(и)                  | Результат | Пос.                 |
| --------------------------------------------------- | ------------------ | ------------------------------- | ----------------------------- | --------- | -------------------- |
| Готем                                               | 29 листопада, 2021 | Найкращий фільм                 | Свиня                         | Номінація | [ 12 ]               |
| Національна рада кінокритиків США                   | 2 грудня, 2021     | Найкращий режисерський дебют    | Майкл Сарноскі                | Перемога  | [ 13 ] [ 14 ]        |
| Асоціація кінокритиків Вашингтона                   | 6 грудня, 2021     | Найкращий актор                 | Ніколас Кейдж                 | Номінація | [ 15 ]               |
| Асоціація кінокритиків Детройта                     | 6 грудня, 2021     | Найкращий актор                 | Ніколас Кейдж                 | Номінація | [ 16 ]               |
| Асоціація кінокритиків Чикаго                       | 15 грудня, 2021    | Найкращий актор                 | Ніколас Кейдж                 | Номінація | [ 17 ]               |
| Асоціація кінокритиків Чикаго                       | 15 грудня, 2021    | Найкращий оригінальний сценарій | Майкл Сарноскі                | Номінація | [ 17 ]               |
| Асоціація кінокритиків Чикаго                       | 15 грудня, 2021    | Прорив у кінематографі          | Майкл Сарноскі                | Перемога  | [ 17 ]               |
| Асоціація кінокритиків Сент-Луїса                   | 19 грудня, 2021    | Найкращий актор                 | Ніколас Кейдж                 | Перемога  | [ 18 ]               |
| Асоціація кінокритиків Сент-Луїса                   | 19 грудня, 2021    | Найкращий оригінальний сценарій | Майкл Сарноскі і Ванесса Блок | Номінація | [ 18 ]               |
| Товариство кінокритиків Флориди                     | 22 грудня, 2021    | Найкращий актор                 | Ніколас Кейдж                 | Номінація | [ 19 ]               |
| Товариство кінокритиків Флориди                     | 22 грудня, 2021    | Найкращий дебютний фільм        | Майкл Сарноскі                | Перемога  | [ 19 ]               |
| Асоціація кінокритиків Великого Західного Нью-Йорка | 1 січня, 2022      | Найкращий фільм                 | Свиня                         | Перемога  | [ 20 ]               |
| Асоціація кінокритиків Великого Західного Нью-Йорка | 1 січня, 2022      | Найкращий режисер               | Майкл Сарноскі                | Номінація | [ 20 ]               |
| Асоціація кінокритиків Великого Західного Нью-Йорка | 1 січня, 2022      | Найкращий актор                 | Ніколас Кейдж                 | Перемога  | [ 20 ]               |
| Асоціація кінокритиків Великого Західного Нью-Йорка | 1 січня, 2022      | Проривний режисер               | Майкл Сарноскі                | Перемога  | [ 20 ]               |
| Товариство кінокритиків Сан-Дієго                   | 10 січня, 2022     | Найкращий актор                 | Ніколас Кейдж                 | Перемога  | [ 21 ]               |
| Товариство кінокритиків Сан-Дієго                   | 10 січня, 2022     | Найкращий оригінальний сценарій | Майкл Сарноскі                | Номінація | [ 21 ]               |
| Асоціація кінокритиків Остіна                       | 11 січня, 2022     | Топ-10 фільмів                  | Свиня                         | Перемога  | [ 22 ]               |
| Асоціація кінокритиків Остіна                       | 11 січня, 2022     | Найкращий фільм                 | Свиня                         | Номінація | [ 22 ]               |
| Асоціація кінокритиків Остіна                       | 11 січня, 2022     | Найкращий актор                 | Ніколас Кейдж                 | Перемога  | [ 22 ]               |
| Асоціація кінокритиків Остіна                       | 11 січня, 2022     | Найкращий оригінальний сценарій | Майкл Сарноскі і Ванесса Блок | Перемога  | [ 22 ]               |
| Асоціація кінокритиків Остіна                       | 11 січня, 2022     | Найкращий перший фільм          | Майкл Сарноскі                | Перемога  | [ 22 ]               |
| Асоціація кінокритиків Джорджії                     | 14 січня 2022      | Найкращий актор                 | Ніколас Кейдж                 | Перемога  | [ 23 ]               |
| Товариство кінокритиків Сієтла                      | 17 січня, 2022     | Найкращий фільм                 | Свиня                         | Номінація | [ 24 ]               |
| Товариство кінокритиків Сієтла                      | 17 січня, 2022     | Найкращий актор                 | Ніколас Кейдж                 | Перемога  | [ 24 ]               |
| Товариство кінокритиків Сієтла                      | 17 січня, 2022     | Найкращий сценарій              | Майкл Сарноскі                | Номінація | [ 24 ]               |
| Товариство онлайн-кінокритиків                      | 24 січня, 2022     | Найкращий фільм                 | Свиня                         | Номінація | [ 25 ]               |
| Товариство онлайн-кінокритиків                      | 24 січня, 2022     | Найкращий актор                 | Ніколас Кейдж                 | Номінація | [ 25 ]               |
| Товариство онлайн-кінокритиків                      | 24 січня, 2022     | Найкращий дебютний фільм        | Майкл Сарноскі                | Номінація | [ 25 ]               |
| Товариство онлайн-кінокритиків                      | 24 січня, 2022     | Найкращий оригінальний сценарій | Майкл Сарноскі і Ванесса Блок | Перемога  | [ 25 ]               |
| Незалежний дух                                      | 6 березня, 2022    | Найкращий дебютний сценарій     | Майкл Сарноскі і Ванесса Блок | Перемога  | [ 26 ] [ 27 ] [ 28 ] |
| Вибір критиків                                      | 13 березня, 2022   | Найкращий актор                 | Ніколас Кейдж                 | Номінація | [ 29 ]               |
| Золота малина                                       | 26 березня, 2022   | Відновлення репутації           | Ніколас Кейдж                 | Номінація |                      |
| Сатурн                                              | 25 жовтня, 2022    | Найкращий трилер                | Свиня                         | Номінація | [ 30 ]               |